# Том и Джери и Магьосникът от Оз
„Том и Джери и Магьосникът от Оз“ (на английски: Tom and Jerry and the Wizard of Oz) е американски анимационен филм с участието на дуото котка и мишка Том и Джери. Продуциран от Warner Bros. Animation и Turner Entertainment Co., филмът е анимационна адаптация на „Магьосникът от Оз“ от Metro-Goldwyn-Mayer през 1939 г. (който от своя страна се основава на романа от 1900 г. „Вълшебникът от Оз“ от Л. Франк Баум), с добавяне на Том и Джери като герои и разказани от тяхната гледна точка.
Филмът е издаден на DVD и Blu-ray на 23 август 2011 г. от Warner Home Video и получи предимно положителни отзиви от публиката, която похвали стила на анимацията, вокалните изпълнения и верността на изходния материал, докато все още има комедийно завъртане на Том и Джери. Продължението, озаглавено „Том и Джери: Завръщане в Оз“ (Tom and Jerry: Back to Oz), излезе през 2016 година.

## Озвучаващи артисти
- Спайк Брандт (не е посочен в надписите) – Том и Джери
- Грей Делайл – Дороти Гейл (диалог)
- Ники Яновски – Дороти Гейл (вокал)
- Джо Аласки – Професор Чудо / Магьосникът (първият има само малка роля в края на филма), Бъч и Друпи
- Майкъл Гоф – Хънк / Плашилото
- Роб Полсън – Хикори / Тенекиения човек
- Тод Сташуик – Зийк / Страхиливия лъв
- Франк Уелкър (не е посочен в надписите) – Тото
- Франсис Конрой – Леля Ем и Глинда
- Лорейн Нюман – Мис Алмира Гълч / Злата вещица от Запад
- Стивън Рут – Чичо Хенри
- Кат Суси – Тъфи

## Последващ филм
„Том и Джери: Робин Худ и неговият весел мишок“ (Tom and Jerry: Robin Hood and His Merry Mouse) беше пуснат на 28 септември 2012 г.

## Продължение
Продължението, озаглавено „Том и Джери: Завръщане в Оз“ (Tom and Jerry: Back to Oz) беше пуснат на 21 юни 2016 г.

## В България
В България филмът първоначално е излъчен по HBO на 9 септември 2012 г. в неделя от 20:00 ч. Излъчва се и по Cartoon Network през 2016 г. до 2022 г. През 2022 г. е достъпен в стрийминг платформата „Ейч Би О Макс“.